# Opuntia cochenillifera
Opuntia cochenillifera (ou: verdura Nopalea cochenillifera, Nopalea coccinellifera, Cactus cochenilliferus e Cactus cochenillifer) é o nome científico da cactácea forrageira e comestível, de origem mexicana, largamente difundida no Nordeste brasileiro - recebendo o nome genérico de palma (é, ainda, conhecida por: urumbeta, cacto, cacto-de-cochonilha, palma-de-engorda, palma-miúda, palma forrageira, palma-doce, palmatória-doce, nopal, cardo-de-cochonilha, cacto-sem-espinhos).
Seu uso varia desde a alimentação ao gado e humana, paisagístico e cerca-viva, como para a produção de corante natural, extraído de inseto parasita.

## Características
Planta xeromorfa, possui caule cilíndrico e seus ramos (cladódios), conhecidos como palmas (ou raquetes), são achatados, carnosos e em formato oval.
Os ramos (palmas ou cladódios) são os responsáveis pela fotossíntese, uma vez que as folhas foram transmutadas nos espinhos que, nesta espécie, são esparsos e pequenos, e até ausentes.
Seus cladódios são menores que a espécie O. ficus-indica (figueira-da-índia), sendo esta comumente chamada de palma-grande, enquanto a cochenillifera é chamada de palma-pequena.
A floração ocorre durante todo o ano, com preferência ao período de setembro a março. As flores possuem tom avermelhado, com estames longos e róseos. Sua reprodução dá-se por estaquia ou sementes.

## Cultivo
Possui ciclo de vida perene, devendo ser cultivada em solos preferencialmente drenado, como o arenoso, e fértil (embora resista bem à infertilidade). Além do uso forrageiro, a palma também se presta à alimentação humana, e à jardinagem. Neste último caso pode ser plantada individualmente ou em grupos, como cerca-viva nas variedades mais dotadas de espinhos, ou mesmo em vasos para decoração. Deve ser cultivada a pleno sol ou a meia-sombra.
Em plantações no México, onde é nativa, a produção atinge quatrocentas toneladas por hectare, dez vezes maior que a do Nordeste brasileiro.

## Uso zootécnico

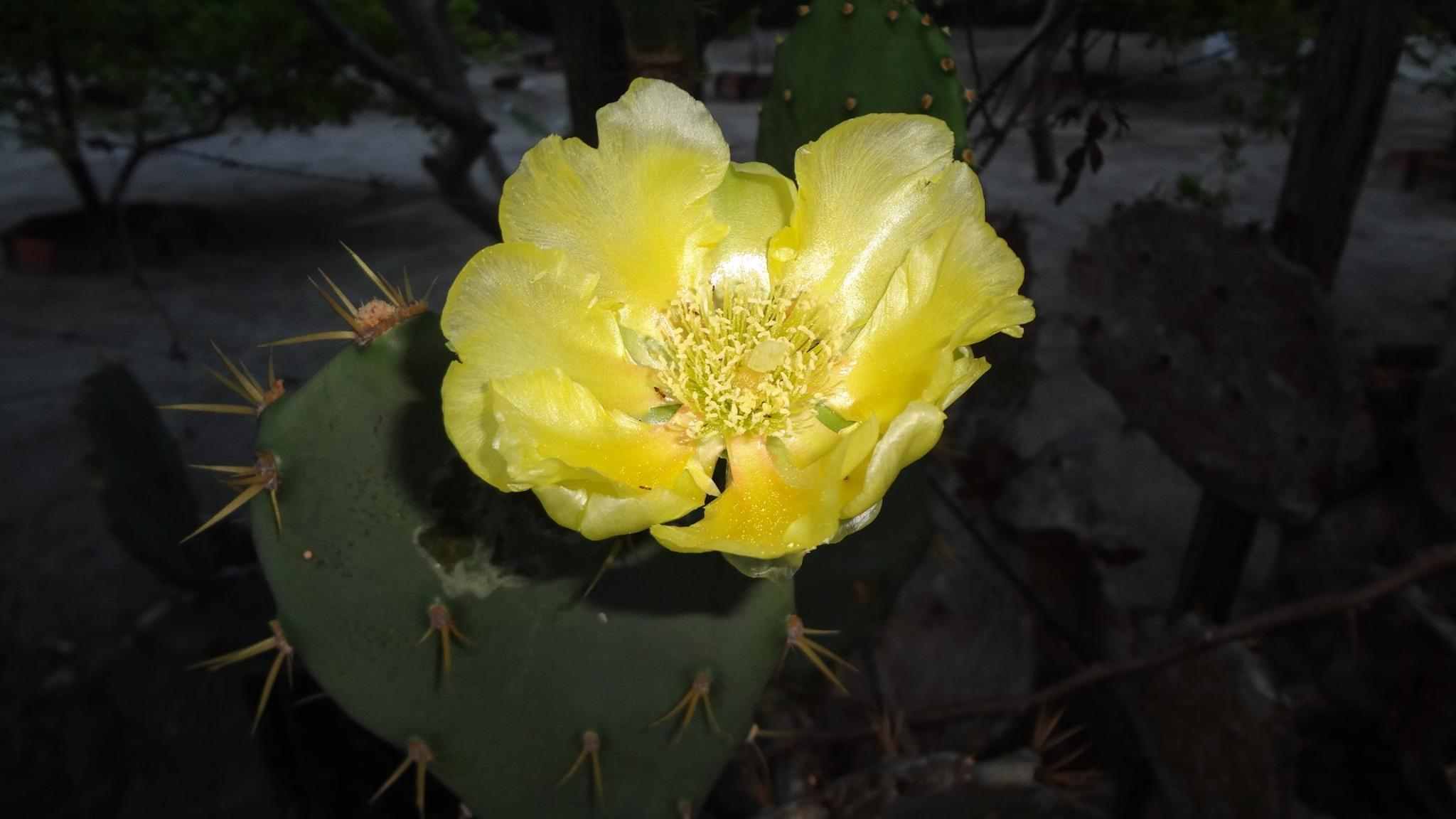
Flor da palma forrageira, bastante comum no nordeste brasileiro.

A palma apresenta uma boa digestibilidade pelos ruminantes, sendo uma alternativa de forragem durante as estiagens nas regiões sujeitas a esta situação climática, nos Estados Unidos da América, México, África do Sul, Austrália e Nordeste do Brasil. Embora adaptável a estes lugares, suas qualidades nutritivas são inferiores às de outras forrageiras, como sorgo, capim-elefante e milho, por exemplo.
Seus valores nutricionais são, em média: matéria seca 6,38%; proteína bruta (11,44%), com altos valores de extrato etéreo e carboidratos não-estruturais, observando-se ainda matéria mineral. As raquetes possuem, segundo pesquisas, valor nutricional similar à silagem de milho.

### Tipos
Existem dois tipos dentro dessa mesma espécie:
- Opuntia cochenillifera (vulgar Palma miúda, doce ou língua de vaca) possui raquetes pequenas;[3][5]
- Opuntia cochenillifera Salm Dick (vulgar Sertânia, mão de moça ou palma baiana) possui raquetes grandes e menos auréolas.[5]

## Uso humano
Além do uso forrageiro, a palma tem como praga a cochonilha (Dactylopius coccus) produtora de importante corante vermelho, chamado de carmim (derivado do ácido carmínico, produzido pela cochonilha como defesa contra outros insetos). O combate ao ataque por cochonilhas somente é possível com a introdução de predadores naturais.
Também na culinária humana os cladódios novos e os frutos são usados, tanto na América Central como do Nordeste brasileiro.

## Galeria

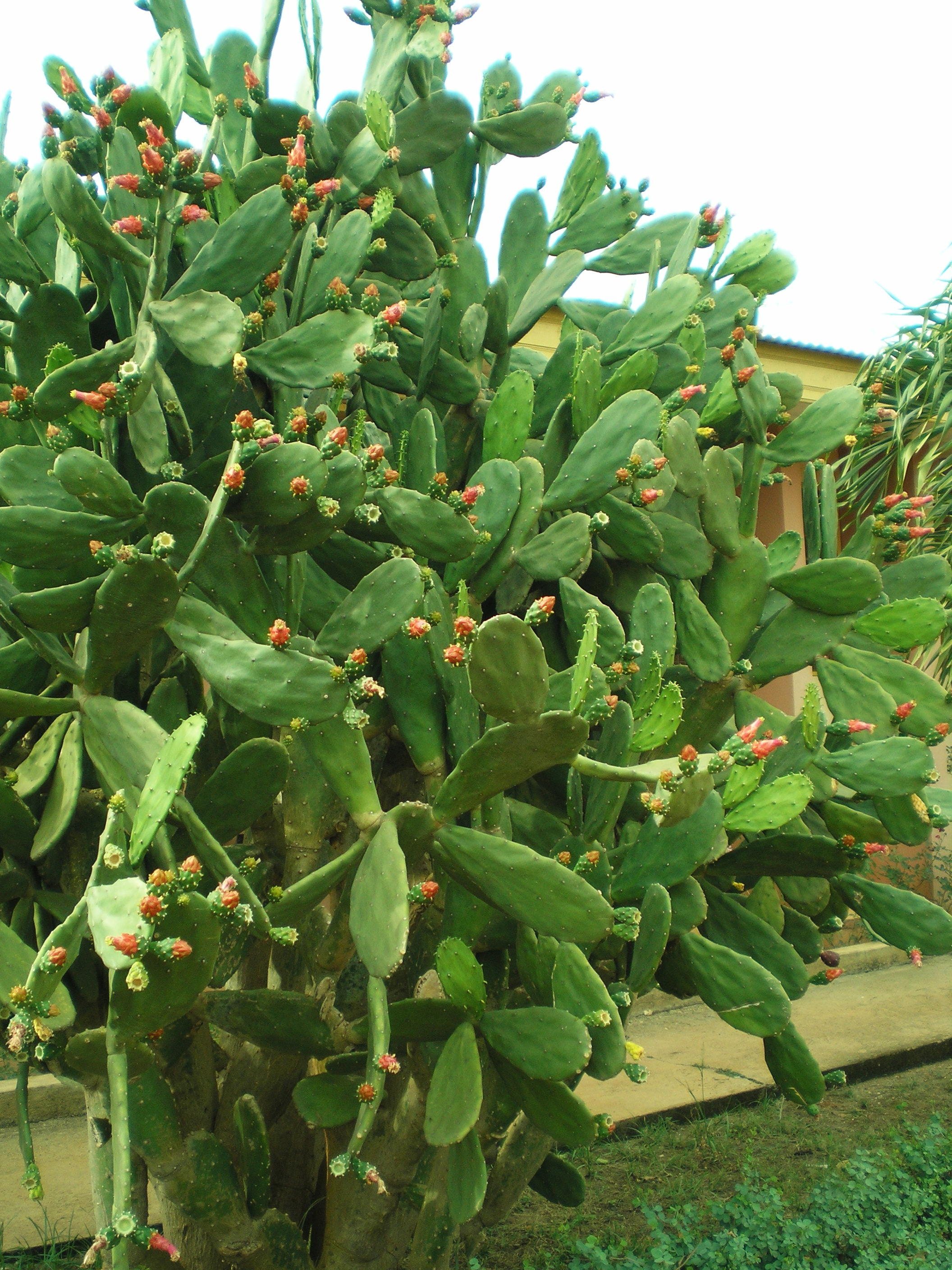
Touçeira da palma
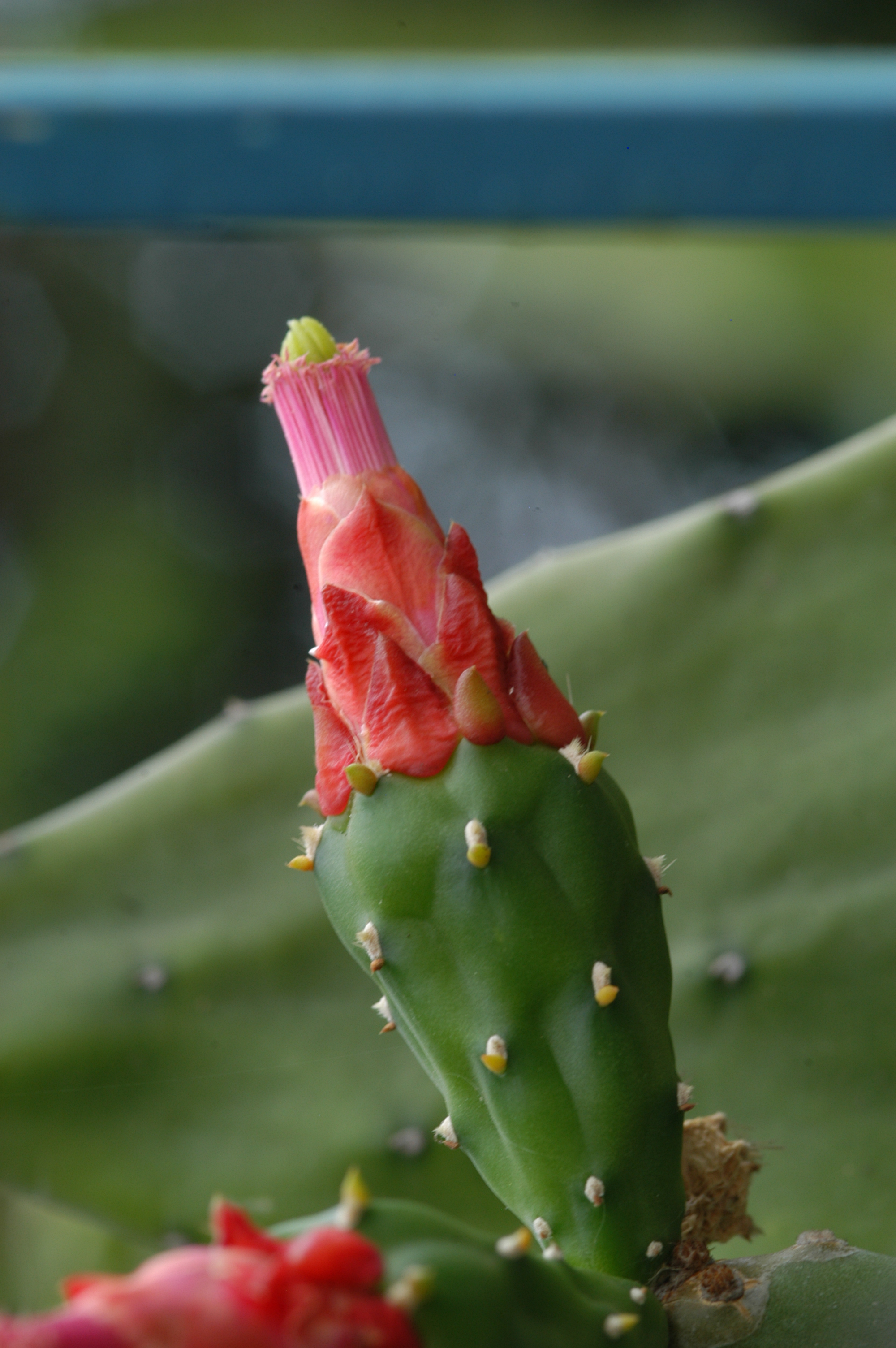
Florescimento
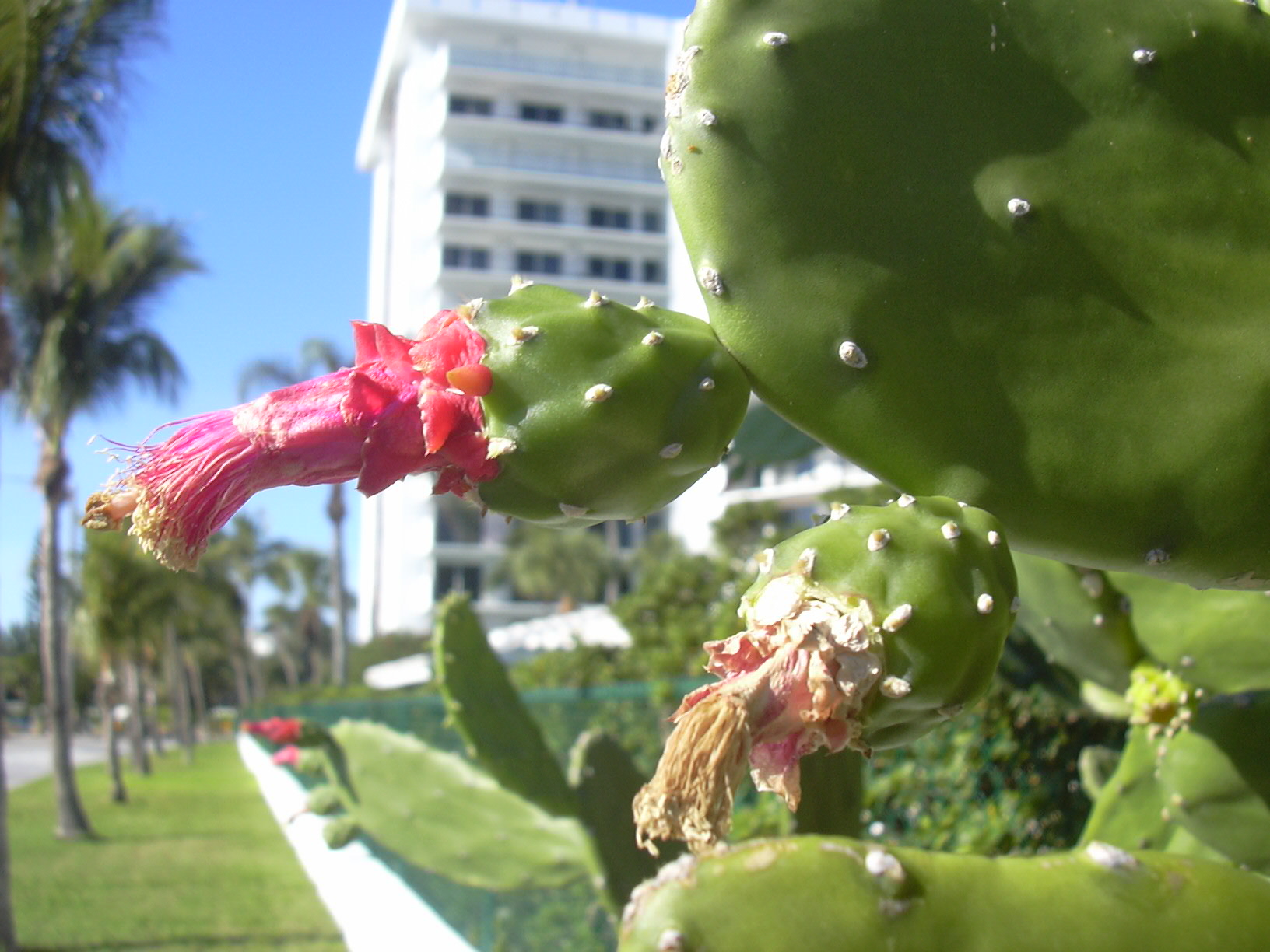
Flor para ser aberta
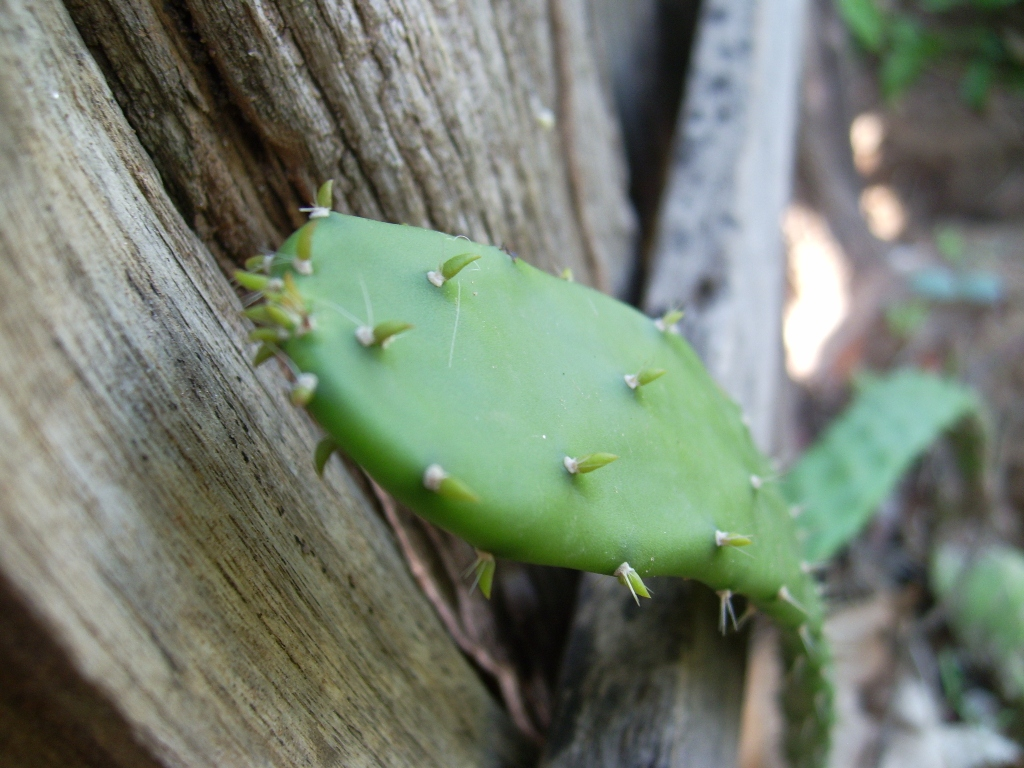
Cladódio com folhas